# Голубой дракон (телепремия)
Телепре́мия «Голубо́й драко́н» или (этимологически вернее) «Лазу́рный дракон» от персонажа восточной мифологии (кор. 청룡시리즈어워즈) — ежегодная церемония награждения, организуемая газетой «Sports Chosun» (дочерним брендом «Чосон Ильбо») за выдающиеся достижения в области стримингового телевидения и OTT в Южной Корее.
Премия присуждается только за оригинальные дорамы и развлекательные шоу, созданные и финансируемые стриминговыми сервисами, предлагаемыми в Корее, включая Netflix, Disney+, seezn, Apple TV+, WATCHA, wavve, KakaoTV, Coupang Play и TVING.

## История
Премия была создана в 2022 году газетой «Sports Chosun». По сообщению самих организаторов, эта премия является первой для стримингового телевидения в Корее и была создана на волне роста популярности корейского контента на мировом рынке, что в свою очередь привело к ещё большему росту интереса к корейской культуре. Для отражения растущего интереса к оригинальным сериалам на динамично развивающемся видеорынке и усиления их международного признания, церемония награждения, ранее ориентированная на сериалы и развлекательные программы для традиционных телевещательных компаний, была расширена, включив новый производственный и финансируемый контент создаваемый стриминговыми компаниями в Корее. Премия была задумана как профессиональная и эксклюзивная церемония для этих сервисов.
19 июля 2022 года в отеле Incheon Paradise прошла первая церемония вручения телепремии «Голубой дракон», в ходе которой были объявлены победители в 13 категориях. Номинации были представлены в 13 категориях для корейских OTT-сериалов.

## Категории
- Выбор Голубого дракона (Гран-при) (с 2023)
- Лучший сериал
- Лучшая развлекательная программа
- Лучшая мужская роль
- Лучшая женская роль
- Лучший артист эстрады
- Лучшая артистка эстрады
- Лучшая мужская роль второго плана
- Лучшая женская роль второго плана
- Лучший актёр-новичок
- Лучшая актриса-новичок
- Лучший артист эстрады-новичок
- Лучшая артистка эстрады-новичок
- Самая популярная звезда
- Премия «Whynot» (2023—2024)
- Популярный саундтрек (с 2023)

## Лауреаты

### Выбор Голубого дракона (Гран-при)
| Год  | Лауерат                         |
| ---- | ------------------------------- |
| 2022 | Не присуждалась                 |
| 2023 | Сон Хегё                        |
| 2024 | Перемещение                     |
| 2025 | Когда жизнь даёт тебе мандарины |

### Лучший сериал
| Год  | Лауерат                       |
| ---- | ----------------------------- |
| 2022 | Охотник за дезертирами        |
| 2023 | Казино                        |
| 2024 | Дневная доза солнечного света |
| 2025 | Травматологический центр      |

### Лучшая развлекательная программа
| Год  | Лауерат                            |
| ---- | ---------------------------------- |
| 2022 | Трансфер любви                     |
| 2023 | Сирена: Выжить на острове          |
| 2024 | Зона проверки мышления: Сообщество |
| 2025 | Битва кулинарных классов           |

### Лучшая мужская роль/Лучшая женская роль
| Год  | Актёр      | Актриса  |
| ---- | ---------- | -------- |
| 2022 | Ли Джонджэ | Ким Гоын |
| 2023 | Ха Чон У   | Пэ Суджи |
| 2024 | Лим Сиван  | Пак Поён |
| 2025 | Чу Джихун  | Ли Джиын |

### Лучшая мужская роль второго плана/Лучшая женская роль второго плана
| Год  | Актёр      | Актриса    |
| ---- | ---------- | ---------- |
| 2022 | Ли Хакчу   | Ким Синрок |
| 2023 | Ли Донхви  | Лим Джиён  |
| 2024 | Ан Джэ Хон | Гым Хэна   |
| 2025 | Ли Гвансу  | Ём Хёран   |

### Лучший актёр-новичок/Лучшая актриса-новичок
| Год  | Актёр     | Актриса   |
| ---- | --------- | --------- |
| 2022 | Гу Гёхван | Чон Хо Ён |
| 2023 | Пак Чихун | Син Йеын  |
| 2024 | Ли Джонха | Ко Юнджон |
| 2025 | Чху Ён У  | Ким Минха |

### Лучший артист эстрады/Лучшая артистка эстрады
| Год  | Артист    | Артистка                                                |
| ---- | --------- | ------------------------------------------------------- |
| 2022 | Кан Ходон | Celeb Five (Сон Ын И, Ан Ён Ми, Шин Бо Сон, Ким Шин Ён) |
| 2023 | Ю Джэсок  | Чу Хёнён                                                |
| 2024 | Син Донёп | Чан Доён                                                |
| 2025 | Kian84    | Ли Суджи                                                |

### Лучший артист эстрады-новичок/Лучшая артистка эстрады-новичок
| Год  | Артист       | Артистка |
| ---- | ------------ | -------- |
| 2022 | Кхаи         | Чу Хёнён |
| 2023 | Dex          | Ким Аён  |
| 2024 | Квак Джунбин | Юн Гаи   |
| 2025 | Мун Санхун   | Мими     |

### Популярный саундтрек
| Год  | Лауреат         |
| ---- | --------------- |
| 2022 | Не присуждалась |
| 2023 | Пак Чэчхан      |
| 2024 | Чжан Хао        |
| 2025 | Чхве Ёнджун     |

### Премия «Whynot»
| Год  | Лауреат         |
| ---- | --------------- |
| 2022 | Не присуждалась |
| 2023 | Чхве Хён Ук     |
| 2024 | Ан Юджин        |
| 2025 | Не присуждалась |